# 羅崇文
羅崇文（英語：Norman Lo Shung Man，1956年9月18日—2017年3月27日），香港公務員，曾於2004年至2016年擔任民航處處長。在任期間，曾於2014年被審計署揭發他運用20億元為民航處興建新總部大樓時擅自批准興建康樂和休憩等設施，因而被指管理部門不善。羅崇文本身是一名機師，持有民航機師專業駕駛執照。他在1977年加入民航處，直至2016年退休。不過他離任處長不足一年後便因病逝世。

## 背景

### 成長經歷
羅崇文童年時喜歡放風箏和自製模型飛機，早年就讀筲箕灣官立中學，為該校1974年第13屆中五畢業生。在校時與循道衛理中心總幹事盧錦華為同學，而與羅崇文同於1974年在筲箕灣官立中學畢業的同學尚有香港天文台前總科學助理（總督導）兼其中一位2004年香港榮譽勳章（MH）的得主屈錦城、香港中文大學前物理系教授兼系主任吳恆亮和香港撒瑪利亞防止自殺會2017-2019年度理事會主席黃祐榮。羅崇文曾是社制（鳳社）副社長，亦參與科學學會會務和校外大型活動如校際拯溺比賽及聯校職業博覽會。

### 仕途發展
於1976年預科畢業後，羅崇文在同年10月加入當時的醫務衞生署任職見習放射技師，再於1977年1月加入民航處任職見習航空交通管制主任。他其後在1988年晉升為民航事務主任，1994年4月晉升為高級民航事務主任以及在1996年9月晉升為總民航事務主任。羅崇文在1997年升為民航處助理處長（飛行標準），2000年借調至保安局處理航空與機場保安事宜。回到原位後在2000年至2002年期間任職助理處長（航空交通管理）。因工作表現良好，所以在2002年接替歐鏡源出任民航處副處長
。由於林光宇於2004年退休，羅崇文接替他出任民航處處長一職，至2016年退休。其原本副處長的崗位則由梁汝強接任。羅崇文退休後由李天柱接任其崗位。而他離任前在2008年在職進修，完成紐西蘭梅西大學（Massey University）航空管理系的榮譽碩士學位。

### 任內工作
2004年至2016年間，羅崇文針對改良交通管制方面，引入由全球衛星定位導航系統支援的起飛及進場程序，又協助政府擴建港澳客輪碼頭上的跨境直升機場、監督香港國際機場就推展A380型飛機在2006年投入服務之前準備的建設工程計劃及成立飛行工作時間限制工作組，以檢討避免機組人員工作過勞的政策。另外，他推動香港配合國際民用航空組織進行全球航空安全監督審計計劃。2009年開始領導民航處引入多條航程較短的新航道2010年協調展開在香港會議展覽中心附近興建一個永久政府直升機坪的建設工程。
雖然羅崇文曾公開表示不支持廉價航空發展，因為他認為機場跑道的升降量於2013年至2016年間將近飽和，無太多空間可供廉航使用。但他促進行政會議通過被納入香港國際機場2030規劃大綱的三跑道系統發展項目，並落實推行。其任內最後一件達成的事是促成民航處與澳門民航局簽署《強化內地與港澳民航空管珠江三角洲地區空中交通管理規劃與實施三方合作交流機制協議》，為共同建構珠三角地區世界級機場群的目標鋪路。而該協議包括的項目圍繞改進珠三角地區區內的空域設計、統一空管設備的銜接標準以及增加民航航道數目。

### 成為機師
羅崇文入職民航處後得到處方的資助，在1978年修讀皇家香港輔助空軍的私人飛行員執照課程。當他完成4年見習期後便在1982年加入皇家香港輔助空軍擔任志願機師，可以以定翼機和直升機機長資格協助運送醫療物資、救援搜索與撲滅山火的工作。他在1987年再獲民航處保送到英國修讀機場管理及行政課程。及後在1991年得到專業飛行員執照後獲處方派到港龍航空駕駛了兩年波音737客機以增加飛行經驗。羅崇文成為機師以來曾駕駛過空中巴士A320、空中巴士A330和以渦輪發動機推動的數款直升機如賽考斯基S-76精靈直升機、歐直EC155直升機等等。在2000年代初，因已是民航處的管理層，他已沒有再駕駛民航機。

### 獲得榮譽
長期參與皇家香港輔助空軍的工作，羅崇文憑藉優異表現在1991年獲殖民地政府頒發空軍效率獎章（AE），後來在2003年獲香港特別行政區政府委任為官守太平紳士。他在管理民航處的同時，不時參與航空業界的其他活動與職務。例如自1994年起出任香港航空青年團執行委員會成員，2008年出任該組織的總監，階級為准將，並因此而分別於2005年和2008年獲得「香港青年團隊獎章」和「香港青年團隊榮譽獎章」。其對航空界的貢獻與努力也令他得到國際認可。他在2009年獲法國交通部及民航總局於第48屆布爾歇巴黎航空展一百週年紀念典禮上頒授「法國航空榮譽勳章」（Médaille de l'Aéronautique），以表彰其在全球航空界有出色的表現；是首位擁有此榮譽的香港人。

### 失職之嫌
羅崇文上任民航處處長之後，任內發生過兩件重要事件。不但引起公眾關注，而且反映其失職表現。2014年，審計署揭發民航處運用20億元興建新總部大樓時存在多個問題，其中處長羅崇文在未經財經事務及庫務局的批准下，擅自容許處方採購了價值6745萬元的保安及電子系統和超額購買了143部液晶體顯示器。而且又私自擴建1500平方米面積和更改部分地方的用途，包括把觀景廊改為設有康樂設施的的多用途室、為意外調查員提供的獨立休息室等等。處長辦公室亦沒有按照「核准面積列表」興建了淋浴設施。羅崇文之後在2015年立法會政府帳目委員會的公開聆訊上承認過失，且向公眾致歉。卻仍然推諉同事溝通出錯。除了不當使用公帑之外，羅崇文也被指故意疏忽職守。事緣民航處在2007年花費15.65億元添置新空管系統的合約問題上多番修改內容，以致系統要在2016年年中才能啟用。而花費近1億元採購的跑道監察雷達因未能支援機場跑道起降模式而需要停用。兩項公務失職均被立法會政府帳目委員會的報告以「強烈譴責」及「痛斥」的字眼批評。
2016年4月，梁振英與其幼女梁頌昕引發機場濫權風波。當時，時任行政長官特首梁振英被指向香港國際機場的職員施壓，要求將梁頌昕遺留在外的手提行李直接送入機場禁區。事件發生後，羅崇文發表「過去有咁嘅情形發生；將來亦會有」的言論引起香港空勤人員總工會的不滿，並被對方發公開信質疑其領導能力和不了解民航航空安全。結果總工會成員於香港國際機場一號客運大樓入境大堂靜坐抗議。
經歷了立法會聆訊後，在2017年2月，運輸及房屋局就民航處新大樓違規擴建的問題發表調查報告，當中指出羅崇文不當地使運用立法會通過興建總部大樓的撥款；局方按公務員程序對他採取簡易的紀律行動，即發出警告。然而沒有削減他能取得的退休金。

### 因病離世
羅崇文於2017年3月27日早上因急性肺炎在香港養和醫院病逝，並於2017年4月26日在世界殯儀館設靈和安葬於鑽石山墳場。當他離世後，民航處處長李天柱曾發文表示哀悼。民航處及後於3月30日至4月9日在民航處總部設立追思角，供民航處人員和航空業界藉此弔唁。

### 其他資料
羅崇文於香港航空界具有一定影響力。他在2004年獲行政長官董建華委任為總飛機意外調查主任，後在2010年獲選為國際民航組織亞太空中航行規劃和實施地區小組主席。而他的身影可見於其他有關公職，包括香港機場管理局董事會成員和機場保安有限公司董事局成員。此外，羅崇文熱愛飛行事業，曾經是皇家航空學會的資深會員，又擔任過香港航空業協會的榮譽主席與香港理工大學機械工程系委員會顧問。至於家庭生活方面，他生前已婚。其妻子為民航處一級航空交通管理標準主任梁婉雅。

## 專業資格
羅崇文生前獲得的專業資格如下：
- 1982年：航空交通飛行員執照（Air Traffic Controller’s Licence）
- 1985年：美國海岸防衛隊搜索及救援證書（Search & Rescue Certificate (US Coast Guard)）
- 1988年：香港民航處意外調查員（Inspector of Accidents）[註 4]
- 1989年：民航處助理飛行導師評級（Assistant Flying Instructor’s Rating）
- 1991年：航空交通飛機機師執照（Airline Transport Pilot’s Licence (Aeroplane)）
- 1993年：航空交通直升機機師執照（Airline Transport Pilot’s Licence (Helicopter)）

## 榮譽
- 空軍效率獎章（英语：Air Efficiency Award）（1991年）[3]
- 官守太平紳士（J.P.）（2003年7月1日－2016年5月18日）[58][59]
- 香港青年團隊獎章（2005年）[33]
- 香港青年團隊榮譽獎章（2008年）[33]
- 法國航空榮譽勳章（2009年）[34]

## 節目嘉賓
- 2013年：《講清講楚》（無綫電視）[60]